# Cerkniško jezero
Cerkniško jezero – jezioro okresowe w Słowenii, w gminie Cerknica. W okresie maksymalnego napełnienia jest to największe jezioro w kraju, osiągające 38 km² powierzchni. Jest miejscem bytowania licznych gatunków zwierząt, głównie gniazdowania ptaków, stanowi część sieci Natura 2000.